# Stephen Hinds
Stephen E. Hinds ist ein irischer Klassischer Philologe und derzeit Professor of Classics und Lockwood Professor of the Humanities an der University of Washington in Seattle, USA.
Hinds erwarb den B.A. 1979 am Trinity College (Dublin), den Ph.D. 1985 an der Universität Cambridge (St John’s College). Von 1983 bis 1986 war er Research Fellow am Girton College, Cambridge, dann Assistant Professor (1986–1991) und Associate Professor (1991–1992) an der University of Michigan in Ann Arbor, bis er zunächst Associate Professor (1992–1997), anschließend Professor an der University of Washington in Seattle wurde.
Hinds arbeitet hauptsächlich zur lateinischen Dichtung (vor allem Ovid) und Dichtungstheorie unter methodischer Einbeziehung der modernen Literaturtheorie, insbesondere der Intertextualitätstheorie, sowie zur Rezeptionsgeschichte der Antike. Mit Allusion and Intertext hat Hinds die führende Studie zur arte allusiva und Intertextualität der römischen Dichtung verfasst.

## Schriften (Auswahl)
Monographien
- Allusion and Intertext. Dynamics of Appropriation in Roman Poetry. (Roman Literature and its Contexts; Cambridge University Press 1998), ISBN 0-521-57677-6
- The Metamorphosis of Persephone. Ovid and the Self-conscious Muse. (Cambridge Classical Studies; Cambridge University Press 1987)

Herausgeberschaften
- (Hg., mit Thomas Schmitz): Constructing Identities in the Roman Empire: Three Studies. (Millennium, Bd. 4; De Gruyter 2007)
- (Hg., mit Philip Hardie und Alessandro Barchiesi): Ovidian Transformations. Essays on Ovid’s Metamorphoses and its Reception. Cambridge Philological Society Supplement 23 (1999)
- (Hg., mit Don Fowler): Memoria, arte allusiva, intertestualità / Memory, Allusion, Intertextuality. = Materiali e discussioni per l’analisi dei testi classici Bd. 39 (Pisa 1997)
- (Hg., mit Denis Feeney): Roman Literature and its Contexts [Buchreihe] (Cambridge U.P. 1993ff.)